# In contumaciam
In contumaciam (av latinets contumacia, "trots", "tredska") innebär att någon döms för brott i sin frånvaro eller att en dom i civilmål avkunnas trots parts utevaro.
Ett exempel på sådana domar i Sverige är tredskodomar.